# Fondo di fondi
I fondi di fondi (in inglese: fund of funds, FoF), detti anche multi-manager investment, sono una categoria di fondi comuni di investimento che, piuttosto che investire il denaro raccolto con le operazioni di collocamento in attività finanziarie primarie, investono in altri fondi comuni di investimento, ossia in attività finanziarie prodotte sin dall'origine dal mercato finanziario e quindi secondarie.
In sintesi, come il nome stesso indica, sono fondi che investono in altri fondi.

## Caratteristiche
Come la parola stessa accenna, è un fondo che raccoglie le partecipazioni di più azionisti e che, come obiettivo/oggetto sociale, investe negli altri fondi; tra di essi, ci sono anche gli hedge fund nei quali si entra con investimenti alti tale per cui il FoF può entrare in qualità di partecipante in un hedge fund (per esempio, se l'investimento minimo è pari a qualche milione). Di fatto, nella quasi totalità dei casi un investitore che vuole entrare come socio in un hedge fund deve compiere un investimento minimo piuttosto alto e che solo un individuo ad alto patrimonio netto HNWI e investitore accreditato si può permettere (100.000$ o più oppure 250.000$ o più, fino ad alcuni milioni di dollari).
I fondi di fondi possono quotarsi in borsa, altrimenti si finanziano tramite equity al di fuori di questo mercato pubblico e regolamentato, pertanto assumono la forma di un fondo di private equity (per la precisione e per evitare confusioni, di un FoF di private equity). Tutti i fondi in cui un FoF investe si dice "portafoglio di fondi" (funds portfolio).
I FoF sono "fettered" (incatenati/con restrizioni/con freni) se investono in fondi gestiti dallo stesso FoF oppure "unfettered" (scatenati/senza restrizioni/senza freni) se possono investire in qualunque fondo disponibile nel mercato dei fondi a piacimento.
In Italia, i fondi di fondi sono spesso gestiti da diversi gestori di diverse società di gestione del risparmio SGR, anche di Stati esteri rispetto alla piazza finanziaria di riferimento.
Avendo una grande vastità di fondi e tipologie di fondi a disposizione, i FoF hanno grandi possibilità di diversificare il portafoglio fondi (e dunque il portafoglio di investimenti) e minimizzare il rischio. A sua volta, l'intero portafoglio fondi può a sua volta essere diversificato siccome, dopo che si sono diversificate le tipologie di fondo in cui investire (e.g. exchange-traded fund ETF, mutual fund, hedge fund, fondi di venture e simili fondi di private equity, fondi pensione...), si può diversificare una singola tipologia di fondo (e.g. un hedge fund che si concentra sui derivati, sulle valute, sulle commodity...).
Lo svantaggio dei fondi di fondi deriva essenzialmente dai costi che il sottoscrittore sopporta: infatti, oltre alle commissioni (fee) di ingresso nel FoF, l'investitore paga o rischia di pagare commissioni di gestione sia al FoF, sia ai singoli fondi comuni in cui investe il FoF. In generale, queste fee vengono raggruppate sotto la dicitura "investment fees" (commissioni di investimento), ragion per cui sono costi aggiuntivi oltre ai semplici costi operativi e di gestione di un fondo (il secondo è costituito dalla paga del manager, la management fee, che si può anche legare alla performance del fondo misurata in base ai guadagni annuali). A causa di tutti questi costi, il guadagno finale è minore rispetto a un comune fondo.
Si pone inoltre un significativo problema di trasparenza degli investimenti siccome talvolta non è chiara l'esatta destinazione economica delle somme investite. Negli Stati Uniti, la Security and Commission Exchange dal gennaio 2007 impone alle FoF di dichiarare tutte le commissioni del portafoglio di fondi siccome prima del 2007 talvolta non venivano dichiarate; il documento che dichiara tutte le cosiddette "underlying fees" ("commissioni sottostanti") si chiama Acquired Fund Fees and Expenses (AFFE). Quanto ai dati finanziari, se il FoF è quotato in borsa, deve produrre con una certa cadenza dei report finanziari (e.g. il foglio di bilancio) revisionati da un'agenzia di audit.
Un indice che riguarda i FoF è il Barclay Fund of Funds Index della Barclay-Hedge, il cui database indica il ROI medio di tutti i FoF contenuti (circa 600). Nel marzo 2019, il ROI medio era del 3,95% annuo.